# Kalwaria Świętokrzyska
Kalwaria Świętokrzyska – założenie kalwaryjne zlokalizowane w Morawicy, w województwie świętokrzyskim.
Kalwaria została erygowana w dniu 14 września 1997 roku przez biskupa kieleckiego Kazimierza Ryczana i wybudowana jako „wotum wdzięczności Bogu za dar Papieża Jana Pawła II” i jednocześnie jako pamiątka Jubileuszowego Roku 2000. Budowniczym kalwarii był ksiądz kanonik Stanisław Kornecki.
Kalwaria znajduje się na wzgórzu o wysokości 251 m n.p.m., niedaleko zabezpieczonej i wstępnie wyremontowanej kaplicy Oraczewskich. Opracowaniem koncepcji i budową Kalwarii zajęli się: Władysław Markiewicz, Jerzy Mechnio, Elżbieta Kaleta (która pracowała przy zalesieniu wzgórza). Monumenty stacji zostały wykonane z wapienia morawickiego (większość z nich wykonał rzeźbiarz T. Kostera z Morawicy), w szczycie figur zostały umieszczone bryłki z fundamentu bazyliki Grobu Chrystusa w Jerozolimie.